# Aleid Wolfsen
Aalt (Aleid) Wolfsen est un juriste et homme politique néerlandais, né le 23 février 1960 à Kampen, membre du PvdA (Partij van de Arbeid, Parti du Travail) et de la seconde Chambre jusqu'aux 2008. Il fut maire d'Utrecht de 2008 à 2013.